# Życzyn
Życzyn – wieś sołecka w Polsce, położona w województwie mazowieckim, w powiecie garwolińskim, w gminie Trojanów, nad Okrzejką dopływem Wisły.
| SIMC    | Nazwa | Rodzaj    |
| ------- | ----- | --------- |
| 0692759 | Mika  | część wsi |

Za Królestwa Polskiego istniała gmina Życzyn. 
W czasie okupacji niemieckiej Zbigniew Ulatowski ukrywał we wsi rodzinę Goldfederów. W 1983 roku Instytut Jad Waszem podjął decyzję o przyznaniu Zbigniewowi Ulatowskiemu tytułu Sprawiedliwego wśród Narodów Świata.
W latach 1975–1998 miejscowość administracyjnie należała do województwa siedleckiego.
Miejscowość jest siedzibą rzymskokatolickiej parafii św. Antoniego należącej do dekanatu Łaskarzew.
W Życzynie znajduje się szkoła podstawowa. 
Stacja kolejowa Życzyn znajduje się w pobliskiej miejscowości o tej samej nazwie będącej częścią wsi Podebłocie.